# ヒューマン・メタボローム・テクノロジーズ
ヒューマン・メタボローム・テクノロジーズ株式会社は、日本のバイオベンチャー企業の一つ。世界で唯一CE-MS（キャピラリー電気泳動-質量分析計）によるメタボローム受託解析を提供している。略称はHMT。

## 概要
ヒューマン・メタボローム・テクノロジーズは、慶應義塾大学先端生命科学研究所所長の冨田勝および教授の曽我朋義によって設立された慶應義塾が初めて出資したベンチャー企業。主な事業内容はCE-MSによるメタボロームの受託解析である。
2013年12月24日、東証マザーズに上場した。
大うつ病性障害（うつ病）の診断に役立つバイオマーカーを発見し、実用化を図るため試薬メーカーと診断キットを開発中である。

## 沿革
2002年、創業者の一人である曽我朋義（慶應義塾大学先端生命科学研究所教授）が、メタボロームを短時間で一斉に測定する分析技術、キャピラリー電気泳動-質量分析(CE-MS)法を開発した。メタボローム測定で従来から利用されていたGC-MS法やLC-MS法は特定の代謝物質だけしか分析できない、あるいは分析処理が煩雑といった課題があったが、曽我により開発されたCE-MSによるメタボローム測定法は、イオン性の代謝物質を一度に千種類以上、約30分で測定することができる。この新技術を幅広い分野で実用化するため2003年7月、ヒューマン・メタボローム・テクノロジーズが設立された。
- 2003年7月1日 - 設立。
- 2004年
  - 1月 - ミツカングループ本社と共同研究契約を締結。
  - 6月 - 味の素株式会社と共同研究契約を締結。
- 2005年
  - 2月 - 三菱ウェルファーマ株式会社と共同研究契約を締結。
  - 6月 - 本社を山形県鶴岡市覚岸寺へ移転。
  - 6月 - 米Agilent Technologies社とメタボロミクスソリューション共同開発に関する提携。
  - 9月 - 中外製薬株式会社と肝疾患及び腎疾患に関わるバイオマーカ―探索に関する共同研究契約を締結。
  - 11月 - 東京事務所を中央区京橋へ移転。
- 2006年
  - 1月 - 山形しあわせ銀行振興基金より、しあわせ産業賞受賞。
  - 5月 - 米Agilent Technologies社と「Agilent-HMT CE-TOFMSメタボロームソリューションシステム」の販売を開始。
- 2007年
  - 4月 - 慶應義塾大学との共同研究 大腸菌オーム解析の論文がサイエンス誌に掲載[7]。
  - 6月 - 枯草菌の胞子形成期における集団不均一性のメカニズムを解明[8]。
  - 9月 - 無料測定キャンペーンを展開。メタボローム技術への門戸を広げる。
  - 12月 - 史上最大級のメタボロームマップにより微生物の飢餓応答の仕組みを解明[9]。
- 2008年
  - 2月 - 代表取締役社長に菅野隆二をアジレント・テクノロジーより招聘。
  - 3月 - 「タンパク質リン酸化ディスプレイ法の開発」が科学技術振興機構(JST)育成研究として採択。
  - 5月 - 「遺伝子産物の機能同定方法及び結合物質同定方法」が特許庁の特許原簿に登録。
  - 6月 - 米Agilent Technologies社と「Agilent-HMT CE-TOFMSメタボロームソリューションシステム」の新製品を発売。
  - 8月 - 創立5周年を記念し地元鶴岡の児童を対象とした「こども科学実験教室」の実施を開始。
- 2009年
  - 5月 - 若手研究者育成のための助成事業を開始。
  - 5月 - 経済産業省が行った 「大学発ベンチャーに関する基礎調査」 で大学発ベンチャー20選に選出。
- 2010年
  - 4月 - 新エネルギー・産業技術総合開発機構による次世代戦略技術実用化開発助成事業に「うつ病血液マーカーを用いた臨床検査キットの開発」が採択。朝日新聞(2011年5月21日)によれば「うつ病患者は、血漿（けっしょう）中の「エタノールアミンリン酸」の濃度が低いことを見つけた。」と2011年5月22日に日本生物学的精神医学会で発表する[10][11]。
  - 7月 - 東北経済産業局による「平成22年度中小企業等の研究開発力向上及び実用化推進のための支援事業」の助成先として採択。
  - 9月 - 「タンパク質のプロテオーム定量分析方法及び装置」が特許庁の特許原簿に登録。
- 2011年
  - 2月 - 「うつ病のバイオマーカー、うつ病のバイオマーカーの測定法、コンピュータープログラム、及び記憶媒体」が国際公開。
  - 2月 - 高脂血症マーカーの発見とそのメカニズムを解明[12]。
  - 3月 - 東京事務所を中央区八丁堀へ移転。
  - 6月 - 「大腸癌のバイオマーカー、および、大腸癌のバイオマーカーの測定法」が国内公開。
  - 7月 - 株式会社マンダムとの共同研究により、腋臭のタイプに影響すると考えられる成分を発見しニオイタイプのパターン化に成功。
- 2012年
  - 1月 - 協同乳業株式会社等との共同研究により、腸内常在菌が産生する物質の全貌を明らかに[13]。
  - 2月 - 東北経済産業局による平成23年度3次予算「震災復興技術イノベーション創出実証研究事業」に採択。
  - 5月 - がん代謝に関する解説論文がサイエンス誌に掲載[14]。
  - 7月 - 高速液体クロマトグラフィー-飛行時間型質量分析装置による受託解析サービスを開始。
  - 8月 - キャピラリー電気泳動-三重四重極型質量分析装置を用いたメタボローム解析サービス「シー・スコープ」を発売。
  - 11月 - マサチューセッツ州ケンブリッジに米国法人Human Metabolome Technologies America, Inc.を設立。
- 2013年
  - 4月 - 協同乳業株式会社等との共同研究により、腸内常在菌が大脳代謝系に影響を与えていることを明らかに[15]。
  - 10月 - 「うつ病のバイオマーカー、うつ病のバイオマーカーの測定法、コンピュータープログラム、及び記憶媒体」が日本において特許登録。
  - 12月24日 - 東証マザーズに上場。
- 2015年
  - 2月20日 - 特許登録した血液バイオマーカー使用し、鬱病か否かを検査する委託契約を東横恵愛病院（川崎市）及び、保健科学研究所（横浜市）と締結[16]。
- 2016年
  - 1月21日 - 神奈川県横浜市にHMTバイオメディカル株式会社を設立[17]。
  - 3月末 - 派遣事業廃止。
  - 5月24日 - エムスリー（本社：東京都港区）と資本業務提携の締結並びに同社、平田牧場、山形銀行、荘内銀行に対する第三者割当増資の実施を発表[18][19]。
- 2021年1月 - HMTバイオメディカル株式会社を吸収合併。
- 2025年7月 - 東京証券取引所スタンダード市場に市場変更。

## 事業内容
- バイオマーカー事業
  - 探索受託
  - 特許化しライセンス
  - 診断分野での応用
- メタボローム解析事業

顧客から試料を受け取り、試料中の代謝物質を分析しレポートする。
- メタボロミクスキット事業

アジレント・テクノロジー製CE-(Q)TOF MSを購入の顧客を対象にインハウスメタボロミクスをサポートする。

## 関連会社

### 連結子会社
- Human Metabolome Technologies America, Inc. （米国ボストン市）